# الفلانخية
الفلانخية (بالإسبانية: falangismo)‏ -وتعني بالعربية الكتائب (ومنها اشتق حزب الكتائب اللبناني إسمه)- هي أيديولوجية سياسية لحزبين سياسيين في إسبانيا كانا معروفين باسم الفلانخي، وهما الكتائب الإسبانية لجمعيات الهجوم الوطني النقابي (FE de las JONS) الذي أصبح بعدها الكتائب الإسبانية التقليدية والجمعيات الدفاعية النقابية الوطنية (FET y de las JONS). ولدى الكتائب علاقة نزاع مع الفاشية، إلا أن بعض المؤرخين يعتبرها حركة فاشية لأنها استندت إلى ميول الفاشية في سنواتها الأولى، بينما يركز آخرون على تحولها إلى حركة سياسية محافظة استبدادية في إسبانيا الفرانكوية.
اندمج حزب الفلانخي الكتائب الإسبانية لجمعيات الهجوم الوطني النقابي مع الكارليين سنة 1937 بعد مرسوم التوحيد لفرانسيسكو فرانكو لتشكيل FET y de las JONS. كان من المفترض أن يندمج تحت هذا الفلانخي الجديد جميع الفصائل السياسية القومية، ليصبح الحزب السياسي الوحيد في إسبانيا الفرانكوية. إلا أن بعض الفلانخيين المؤسسين قد عارضوا هذا الدمج مثل مانويل هيديلا.
تركز الفلانخية تركيزًا قويًا على الهوية الدينية الكاثوليكية الرومانية لإسبانيا، على الرغم من أنها تحمل بعض الآراء العلمانية حول التأثير المباشر للكنيسة الكاثوليكية على المجتمع الإسباني، نظرًا لأن أحد مبادئ إيديولوجية الفلانخي تنص على أن الدولة يجب أن تكون له السلطة العليا على الأمة. تؤكد الفلانخية على الحاجة للسلطة الكاملة والتسلسل الهرمي والنظام في المجتمع. وهي مثل الفاشية مناهضة للشيوعية والديمقراطية والليبرالية.
أعلن البيان الأساسي للفلانخي «برنامج النقاط الست والعشرون» عن الفلانخية لدعم وحدة إسبانيا والقضاء على الانفصالية الإقليمية، وإنشاء دكتاتورية بقيادتهم، باستخدام العنف السياسي وسيلة لإحياء إسبانيا، وتعزيز بعث وتطوير الإمبراطورية الإسبانية، وهي سمات تشترك فيها مع الفاشية. كما دعا البيان إلى اقتصاد نقابي وطني ودافع عن الإصلاحات الزراعية والتوسع الصناعي واحترام الملكية الخاصة باستثناء تأميم التسهيلات الائتمانية لمنع الربا.
قامت الفلانخي الإسبانية والمنظمات التابعة لها في الدول ذات الأصول الأسبانية في جميع أنحاء العالم بالترويج لشكل من أشكال العقيدة القومية الإسبانية المعروفة باسم هيسبانيداد الذي دعا إلى الاتحاد الثقافي والاقتصادي للمجتمعات الإسبانية في جميع أنحاء العالم.
لقد هاجمت الفلانخية كلا من اليسار السياسي واليمين بوصفهما أعداء، معلنة أنها ليست يسارًا ولا يمينًا، ولكنها موقف ثالث توفيقي. ولكن المصادر العلمية التي تستعرض الفلانخية تضعها في أقصى اليمين من الطيف السياسي.

## المكونات

### القومية والعنصرية
خلال الحرب الأهلية الإسبانية شجع كل من الفلانخي والكارلية على دمج البرتغال في إسبانيا، واستمرت الفلانخي الجديدة الناتجة عن توحيدهم في 1937 بنفس الدعوى. كما دعا الكتائب إلى ارجاع جبل طارق إلى إسبانيا. وأخرج الفلانخيون قبل وبعد دمجهم مع الكارليون بعدة سنوات خرائط لإسبانيا تضمنت البرتغال كمقاطعة تابعة لها. وصرح الكارليون أن إسبانيا الكارلية ستستعيد جبل طارق والبرتغال. وبعد الحرب الأهلية دعا بعض الأعضاء الراديكاليين في الفلانخي إلى إعادة التوحيد مع البرتغال وضم الأراضي الإسبانية السابقة في جبال البرانس الفرنسية. وخلال الحرب العالمية الثانية أعلن فرانكو في تواصله مع الألمان في 26 مايو 1942 أن البرتغال يجب أن تكون جزءًا من إسبانيا.
كان بعض الفلانخيين في إسبانيا قد أيدوا العنصرية والسياسات العنصرية، معتبرين أن الأجناس حقيقية وقائمة مع اختلاف نقاط القوة والضعف والثقافات المصاحبة التي تم الحصول عليها بشكل لا ينفصم. ومع ذلك على عكس العنصريين الآخرين مثل النازيين، فإن الفلانخية لا تهتم بالنقاء العرقي ولا تستنكر الأجناس الأخرى لكونها أقل شأنا، مدعية أن كل عرق له أهمية ثقافية خاصة وادعاء أن الاختلاط بين العرق الإسباني والأعراق الأخرى له أنتج طبقة عليا من أصل إسباني محسّنة وقوية أخلاقياً وروحياً. كانت أقل اهتمامًا بالتجديد العرقي الأسباني البيولوجي مقارنة بالدعوة إلى ضرورة التجديد الروحي للكاثوليكية الإسبانية. ومع ذلك فقد روج البعض لعلم تحسين النسل المصمم لإزالة الأضرار الجسدية والنفسية التي تسببها العوامل المسببة للأمراض. استمرت الفلانخية في دعم سياسات الولادة لتحفيز زيادة معدل الخصوبة بين المواطنين المثاليين بدنيًا ومعنويًا. وفي 1938 في سانتا إيزابيل ، فرناندو بو الآن مالابو في غينيا الاستوائية، كانت هناك وحدتان من الفلانخيين الأصليين وأربعة من الأوروبيين. في 1959 وسع قسم الطالبات تعليمه ليشمل النساء الغينيات لإعدادهن للاستقلال.

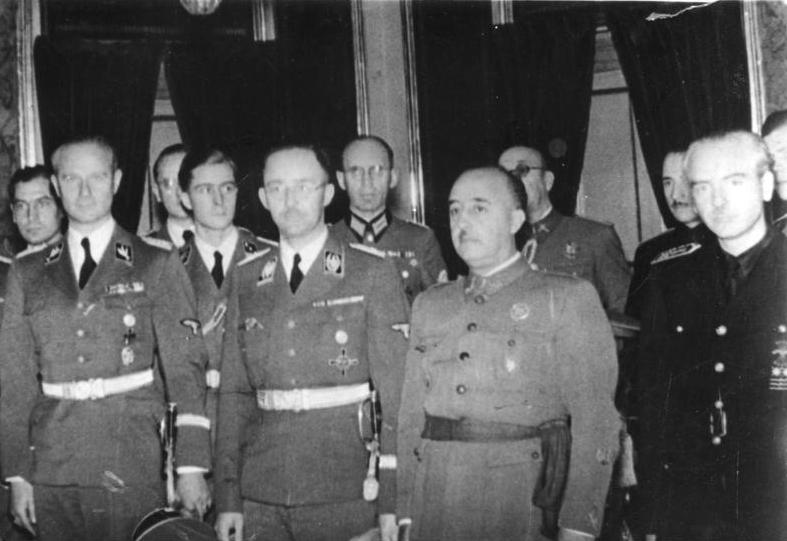
فرانسيسكو فرانكو ورامون سيرانو مع هاينريش هيملر وغيرهم من النازيين البارزين مثل كارل وولف في 1940

أشاد فرانكو بتراث إسبانيا القوط الغربي، قائلاً إن قبيلة القوط الغربيين الجرمانية من أعطت الإسبان «حبهم الوطني للقانون والنظام». وخلال السنوات الأولى من نظام حكم فرانكو الفلانخي، أعجب النظام بألمانيا النازية وجعل علماء الآثار الإسبان يسعون لإثبات أن الإسبان كانوا جزءًا من العرق الآري خاصة من خلال تراثهم القوطي الغربي.
لم يكن مؤسس الفلانخي الإسبانية خوسيه أنطونيو بريمو دي ريفيرا مهتمًا بمعالجة المسألة اليهودية خارج مجال قضايا السياسة. تأثر موقف الفلانخية بالحجم الصغير للمجتمع اليهودي في إسبانيا في ذلك الوقت، والذي لم يؤيد معاداة السامية القوية. رأى بريمو دي ريفيرا أن حل «المسألة اليهودية» في إسبانيا بسيط: تحول اليهود إلى الكاثوليكية. ومع ذلك فيما يتعلق بمسألة الميول السياسية المتصورة بين اليهود، حذر من التأثيرات الماركسية اليهودية على الطبقات العاملة. زعمت صحيفة الفلانخية اليومية Arriba أن «نظرية المؤامرة اليهودية الماسونية هي التي خلقت شرّين كبيرين أصابت الإنسانية: الرأسمالية والماركسية». وافق بريمو دي ريفيرا على هجمات الفلانخيين على متاجر SEPU المملوكة لليهود سنة 1935.
عززت الفلانخية الإسبانية وفروعها من أصل إسباني الوحدة الثقافية والاقتصادية والعرقية للشعوب الإسبانية في جميع أنحاء العالم في «هيسبانيداد». وقد سعت إلى توحيد الشعوب الإسبانية من خلال مقترحات لإنشاء كومنولث أو اتحاد للدول الناطقة بالإسبانية بزعامة إسبانيا.

### الاقتصاد

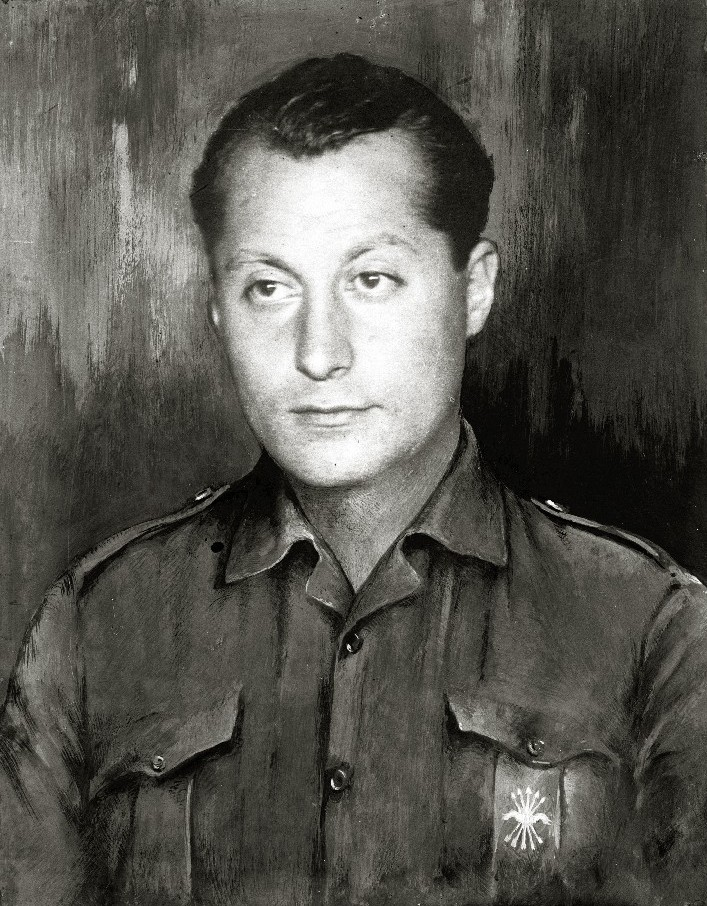
زعيم الفلانخي خوسيه أنطونيو بريمو دي ريفيرا دعا إلى النقابية الوطنية بديلًا عن الرأسمالية والشيوعية معا.

تدعم الفلانخية مجتمع قومي لا طبقي وتعارض مجتمع قائم على الطبقة الفردية مثل المجتمع البرجوازي أو البروليتاري. وهي تعارض أيضا الصراع الطبقي. أعلن خوسيه أنطونيو بريمو دي ريفيرا أن «الدولة تقوم على مبدأين - خدمة الأمة الموحدة وتعاون الطبقات [الإنجليزية]».
وكما روج بريمو دي ريفيرا فإن الفلانخية في إسبانيا دعت إلى اقتصاد «نقابي وطني» يرفض كلا من الرأسمالية والشيوعية. شجب بريمو دي ريفيرا الرأسمالية كونها اقتصادًا فرديًا تحكمه البرجوازية التي حولت العمال إلى ترس غير إنساني في آلية الإنتاج البرجوازي، وشجب اقتصادات الدولة الاشتراكية لأنها تستبعد الفرد من خلال تسليم السيطرة على الإنتاج إلى الدولة.
دعا البيان الأساسي للفلانخية كما في «النقاط السبع والعشرون» إلى ثورة اجتماعية لخلق اقتصاد نقابي وطني لكل من الموظفين وأرباب العمل للتنظيم المتبادل والسيطرة على النشاط الاقتصادي. كما دعا إلى الإصلاح الزراعي والتوسع الصناعي واحترام الملكية الخاصة باستثناء تأميم التسهيلات الائتمانية لمنع الربا الرأسمالي. كما دعم البيان تجريم الإضرابات من قبل الموظفين وإغلاق أرباب العمل بأنها أفعال غير قانونية، بينما عكس سياسات الديمقراطية الاجتماعية في دعم ولاية الدولة على تحديد الأجور.
بعد اندماج الفلانخية مع الكارلية في 1937 لتشكيل الفلانخي الجديدة (FET y de las JONS) التي من شأنها أن تكون الحزب السياسي الوحيد لإسبانيا الفرانكوية، فكانت النتيجة هو جعل الفلانخي بمثابة «بوتقة تذيب» جميع الفصائل السياسية المختلفة على الجانب القومي من الحرب الأهلية. وأعلن دي ريفيرا دعمه لطريقة اقتصادية متوسطة على بعد متساوٍ من الرأسمالية الليبرالية والمادية الماركسية. وفي الوقت نفسه تم توضيح أن الاقتصاد سيستمر في الاعتماد على الملكية الخاصة، التي يجب ضمان حمايتها، بينما كان يُنظر إلى الدولة على أنها تقوم بمبادرات اقتصادية فقط عندما تفشل المشاريع الخاصة أو تتطلب مصالح الأمة ذلك. وفي أكتوبر 1937 أعلن الزعيم الجديد للفلانخي رايموندو فرنانديز-كيويستا أن النقابية الوطنية متوافقة تمامًا مع الرأسمالية، مما نال الثناء من اليمين غير الفلانخي.
دعمت الفلانخية في عهد فرانكو تطوير تعاونيات مثل شركة موندراجون لأنها عززت ادعاء فرانكو بعدم وجود طبقات اجتماعية في إسبانيا خلال فترة حكمه.
وتناهض الفلانخية الشيوعية بشدة. حيث دعمت الفلانخي الإسبانية التدخل الإسباني خلال الحرب العالمية الثانية ضد الاتحاد السوفيتي باسم معاداة الشيوعية، مما أدى إلى دعم إسبانيا لاتفاقية مناهضة الكومنترن وإرسال متطوعين للانضمام إلى فيالق ألمانيا النازية الأجنبية على الجبهة الشرقية لدعم المجهود الحربي الألماني ضد الاتحاد السوفيتي.

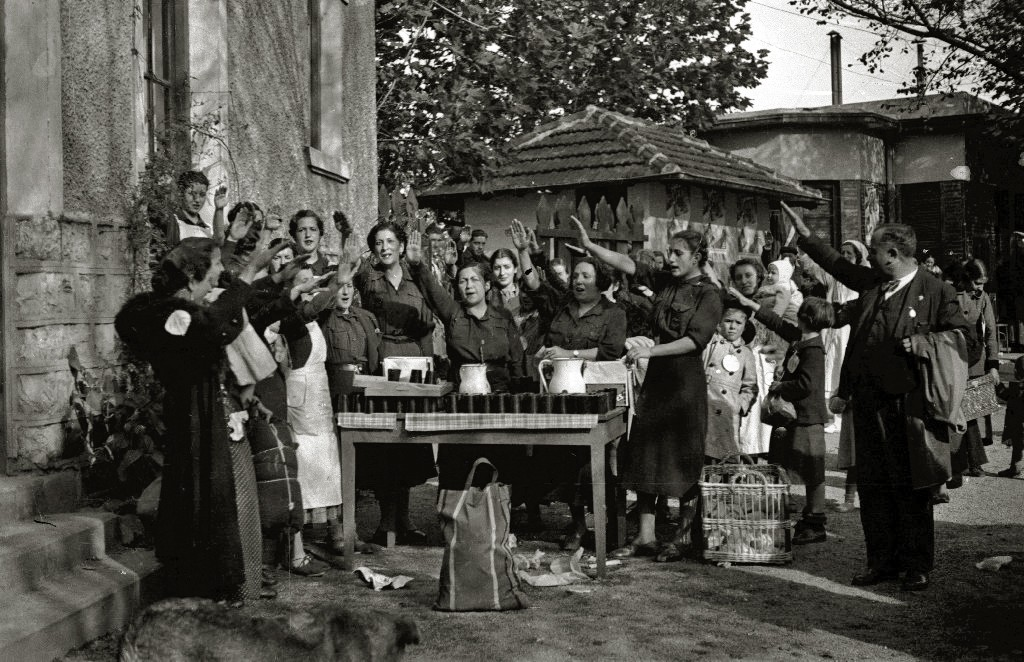
متطوعات من قسم النساء يؤدون التحية الرومانية قبل تقديم الطعام للمحتاجين في 1937.

### أدوار الجنسين
دعمت الفلانخي الإسبانية الأفكار المحافظة حول المرأة ودعمت الأدوار الصارمة للجنسين التي تنص على أن واجبات المرأة الرئيسية في الحياة هي أن تكون أم محبة وزوجة خاضعة لزوجها. تم وضع تلك السياسة ضد سياسة الجمهورية الإسبانية الثانية التي وفرت حق الاقتراع العام للمرأة. وقد أوعز قسم النساء التابع لها بأن تكون زوجات وأمهات صالحات، وأن تدرس الاقتصاد المنزلي وترعى الرقصات الشعبية الإسبانية، «الكورال والرقصات». مكّن قسم الطالبات قادته نساء مثل بيلار شقيقة خوسيه أنطونيو، اللواتي لم يتزوجن قط، من تحقيق أدوار عامة بارزة مع تعزيز الحياة الأسرية.

## أهم منظري الفلانخية
| - خوسي أنطونيو بريمو دي ريفيرا - غابرييل دانونزيو - إيرنيستو خيمينيز كاباييرو - راميرو ليديسما راموس | - ليوبولدو لوجونس - لويس روسالس - رافاييل سانشيز (كاتب) - غونثالو تورينتي باييستير | - أنطونيو طوبار - سامي الجميل - بشير الجميل - بيار الجميل |

### مناهضي الفلانخية
- قومية باسكية
- حركة استقلال كتالونيا
- الجمهوريانية في إسبانيا